# ピーター・パイパー

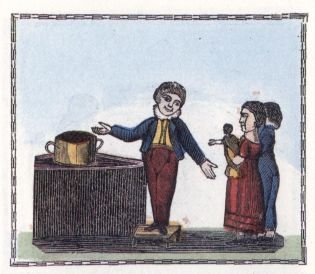
1836年のアメリカ版Peter Piper's Practical Principles of Plain and Perfect Pronunciationのイラストのピーター・パイパー

「ピーター・パイパー」（Peter Piper）は、英語の童謡かつ、よく知られた早口言葉でマザー・グースの1つに分類されている。Roud Folk Song Indexの19745番に収録されている。

## 歌詞
一般的な歌詞は次のようなものである。
| 「 | Peter Piper picked a peck of pickled peppers. A peck of pickled peppers Peter Piper picked. If Peter Piper picked a peck of pickled peppers, Where's the peck of pickled peppers Peter Piper picked? | 」 |

（参考訳）
ピーター・パイパーは1ペックの酢漬けの唐辛子をつまんだ。
ピーター・パイパーがつまんだ1ペックの酢漬けの唐辛子。
もしピーター・パイパーが1ペックの酢漬けの唐辛子をつまんで
ピーター・パイパーがつまんだ酢漬けの唐辛子はどこにある？

## 起源
この早口言葉の最も早い版は、イギリス・ロンドンのジョン・ハリス（John Harris, 1756–1846）が1813年に出版した、アルファベットの1文字1文字につき1つの早口言葉を掲載したPeter Piper's Practical Principles of Plain and Perfect Pronunciation（参考訳：『ピーター・パイパーの標準かつ完璧な発音の実用的原理』）に収録されている。しかしながら、「ピーター・パイパー」は少なくともこの本の発行の1世代前には知られていたことは確実である。 スパイスの作付の可能性をセーシェルで調べたことがあることから、18世紀のモーリシャスの宗教的・政治的な指導者であるフランス人のピエール・ポワブルがこの童謡を作ったと見なす研究者もいる。

### 日本での利用
日本では、1990年代前半に発売されたサントリーの紅茶「Pekoe」のCMで利用された。外国人の2人の少女がこの早口言葉を元にした歌を歌い、最後のフレーズで“ Pekoe!”と、両手と片足をちょこんと上げるCMが印象的だった。